# Bakcell
Bakcell è un operatore di telefonia mobile standard GSM azero.

## Storia
Bakcell è stata fondata nel 1994 ed è la prima azienda in Azerbaigian a fornire servizi mobili.
Grazie al giusto investimento nello sviluppo della propria rete nel tempo per fornire ai propri abbonati i più moderni servizi di comunicazione, la rete di Bakcell copre oggi il 93% del territorio del Paese (esclusi i territori occupati). Attualmente, con il funzionamento di oltre 5.400 stazioni base, viene fornita una comunicazione di alta qualità anche nelle aree più remote. Agli abbonati Bakcell viene fornito il miglior servizio clienti in circa 250 punti vendita al dettaglio e 30 centri di assistenza clienti che operano nella capitale e nelle regioni. Attualmente, Bakcell ha più di 3 milioni di abbonati attivi.